# Immunglobulin-Superfamilie 2
Immunglobulin-Superfamilie 2 (IgSF-2, synonym CD101) ist ein Protein aus der Immunglobulin-Superfamilie.

## Eigenschaften
IgSF-2 hemmt die Vermehrung von T-Zellen nach einer Aktivierung durch CD3. Es hemmt die Sekretion des IL-2-Rezeptors A an die Zelloberfläche von aktivierten T-Zellen und die Sekretion on Interleukin-2. Die Hemmung der Sekretion von IL-2 erfolgt durch eine Hemmung von Tyrosinkinasen. IgSF-2 hemmt die Phosphorylierung der Phospholipase C vom Subtyp γ1 und Änderungen der zytosolischen Calcium-Konzentration und hemmt den Transport von NF-AT in den Zellkern. Zudem ist IgSF-2 an der Hemmung der Vermehrung von T-Zellen nach Sekretion von Interleukin-10 durch Dendritische Zellen der Haut beteiligt. Möglicherweise ist IgSF-2 ein Biomarker von CD4- und CD56-positiven leukämischen Tumorzellen. IgSF-2 besitzt Disulfidbrücken und ist glykosyliert und phosphoryliert.
CD101 ist an der Entstehung der Langerhans-Zell-Histiozytose und der Histiozytose beteiligt. IgSF-2 besitzt eine Hydrolase-Aktivität für nichtpeptidische Kohlenstoff-Stickstoff-Bindungen in zyklischen Amiden. Ein nahe verwandtes Protein ist IgSF-3.